# Ozon.ru
OZON.ru — один з перших російських інтернет-магазинів.
Продає книги, музичну та відеопродукцію, електроніку та цифрову техніку, програмні продукти та мультимедійні ігри, а також косметику, парфумерію та ювелірні вироби.

## Історія
OZON.ru засновано 1998 року петербурзькою компанією «Reksoft» та видавництвом «Terra Fantastica» як торговий сервіс для продажу книг і відео (VHS) через Інтернет. Створенню OZON.ru передував запуск в жовтні 1997 інтерактивної бібліографічної бази даних «AD VERBUM», на якій були відпрацьовані способи подання інформації та структури баз даних. На початку 1998 року до «AD VERBUM» була додана також функціональність оформлення замовлення користувачем, яка дозволила вибудувати базові логістичні структури, згодом успадковані OZON.ru.
Рішення про створення на паритетних засадах повнопрофільного інтернет-магазину було прийнято компаніями-засновниками в кінці 1997. При цьому копання «Reksoft» (генеральний директор Олександр Єгоров, технічний директор Дмитро Рудаков) взяла на себе створення та підтримку програмного забезпечення та хостинг проекту, а «Terra Fantastica» (генеральний директор Микола Ютанов) — контент-підтримку сайту, забезпечення та хостинг проекту, а «Terra Fantastica» (генеральний директор Микола Ютанов) — контент-підтримку сайту, забезпечення асортименту та логістику.
Сайт OZON.ru почав працювати і прийняв перші замовлення 9 квітня 1998. Маркетингове просування проекту в мережі забезпечував на правах партнера інтернет-портал «ІнфоАрт».
На початку серпня 1998 запущена партнерська програма інтернет-магазину, дала серйозний поштовх для просування Ozon.ru через незалежні інтернет-ресурси. Крім того, OZON.ru був першим російськомовним інтернет-магазином, який пропонував користувачу істотне контент-супровід пропонованих товарів (рецензії, огляди, систему рекомендацій).
У березні 2023 року Nasdaq повідомила російську компанію Яндекс та японсько-російську компанію Ozon.ru про виключення їхніх акцій з лістингу через рік після того, як 24.02.2022 торги їхніми цінними паперами було припинені.